# Grand Prix automobile de Belgique 1965
GP précédent GP suivant
Le Grand Prix de Belgique 1965 (XXVe Grand Prix de Belgique / XXV Grote Prijs van Belgie), disputé sur le circuit de Spa-Francorchamps le 13 juin 1965, est la cent-trente-quatrième épreuve du championnat du monde de Formule 1 courue depuis 1950 et la troisième manche du championnat 1965. L'épreuve porte également le titre honorifique de Grand Prix d'Europe 1965.

## Contexte avant la course

### Le championnat du monde
Depuis 1961, la Formule 1 suit la réglementation 1 500 cm3 (dérivée de l'ancienne Formule 2 de la période 1957 à 1960). Initialement prévue pour une période de trois ans, la formule a été prolongée de deux années supplémentaires par la Commission sportive internationale, garantissant la stabilité technique jusqu'à fin 1965, alors que la saison 1966 inaugurera la Formule 1 «3 litres». La réglementation s'appuie sur les points suivants :
- interdiction des moteurs suralimentés
- cylindrée minimale : 1 300 cm3
- cylindrée maximale : 1 500 cm3
- poids minimal : 450 kg (à sec)
- double circuit de freinage obligatoire
- arceau de sécurité obligatoire (le haut du cerceau devant dépasser le casque du pilote)
- démarreur de bord obligatoire
- carburant commercial
- ravitaillement en huile interdit durant la course

Après une saison 1964 très disputée entre Jim Clark, Graham Hill et John Surtees, ce dernier ayant remporté in extremis le titre mondial à l'issue d'un rocambolesque Grand Prix du Mexique, les trois champions britanniques se retrouvent encore aux avant-postes en ce début de saison 1965 et, après deux épreuves, occupent les trois premières places au classement provisoire du championnat. Vainqueur, sur sa Lotus, de la première manche courue en Afrique du Sud, Jim Clark n'a pu défendre ses chances à Monaco : il était ce jour-là à la veille de remporter les 500 miles d'Indianapolis. Ayant imposé sa BRM en principauté, Graham Hill a pris la tête du championnat, devant Clark et Surtees à égalité de points. Longtemps unique fournisseur de pneumatiques du plateau, le manufacturier britannique Dunlop est désormais concurrencé par la firme américaine Goodyear, qui équipe les écuries officielles Brabham et Honda.

### Le circuit

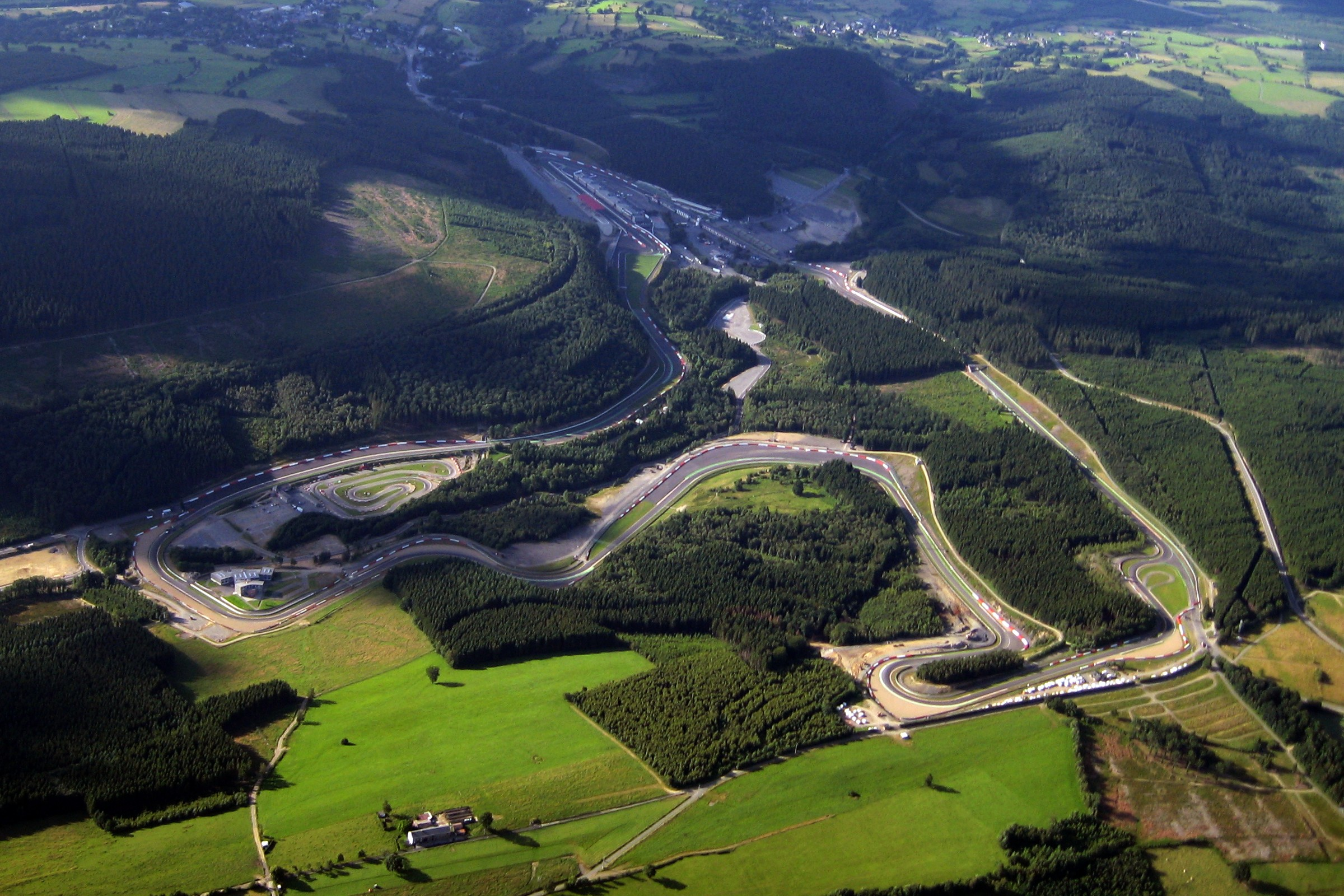
Vue aérienne du site de Spa-Francorchamps dans les années 2000 avec au fond, le virage de la Source. Le circuit permanent n'existait pas en 1965.

Les routes reliant Francorchamps, Malmedy et Stavelot furent utilisées comme circuit occasionnel dès 1921, à l'occasion d'une course motocycliste. Courues à partir de 1924, les 24 Heures de Spa, épreuve d'endurance automobile vont donner au tracé ardennais un statut international. Développant alors près de quinze kilomètres, il comporte des courbes très rapides et son relief est très marqué. Après la seconde guerre mondiale, sa longueur a été ramenée à quatorze kilomètres avec la création du Raidillon de l'Eau Rouge, une montée à dix-sept% court-circuitant le secteur de l'ancienne douane. Cadre habituel des Grands Prix de Belgique moto et auto depuis les années 1920, il est généralement redouté des pilotes, plus de vingt accidents mortels s'y étant produits depuis 1925, dont celui du Britannique Tony Hegbourne au volant d'une Alfa Romeo Tubolare lors de l'épreuve des 500 kilomètres de Spa quelques semaines auparavant. Auteur d'un tour à 221,5 km/h au volant de sa Brabham de la précédente édition du Grand Prix de F1, Dan Gurney détient le record officiel de la piste.

## Monoplaces en lice
- Ferrari 158 & 1512 "Usine"

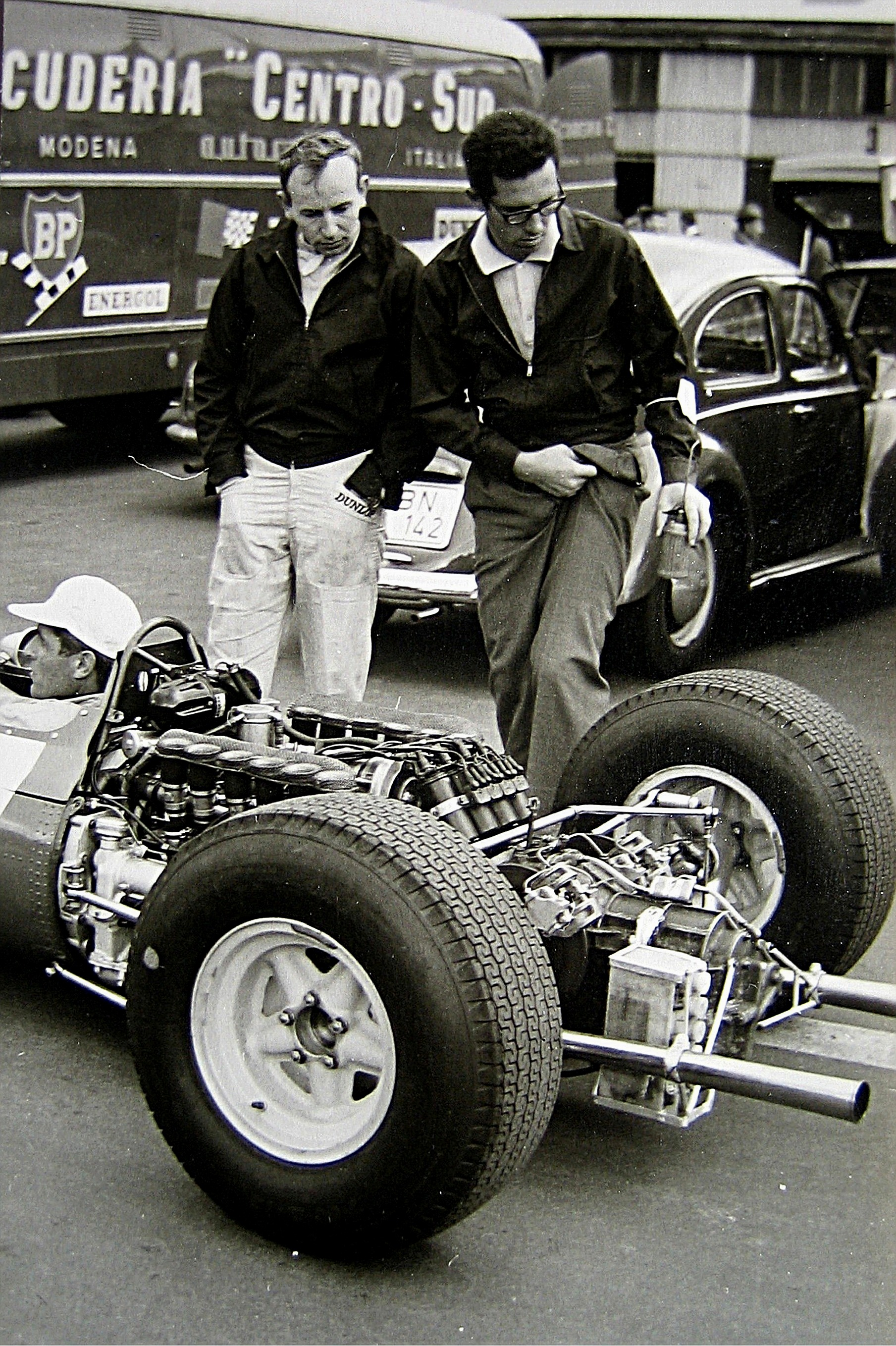
La Ferrari 1512, à moteur douze cylindres.

C'est une nouvelle fois Lorenzo Bandini qui hérite de la 1512 à moteur douze cylindres à plat, son coéquipier John Surtees pouvant disposer des deux 158 (à moteur V8) présentes. Hormis leur moteur, ces monoplaces à structure monocoque sont semblables, la 1512 étant seulement 2 centimètres plus longue que les 158. Elles pèsent respectivement 475 kg et 468 kg à vide et sont dotées d'une boîte de vitesses longitudinale à cinq rapports et de freins à disques Dunlop (montés dans les roues à l'avant et «inboard» à l'arrière). Alimenté par un système d'injection indirecte Lucas, le douze cylindres développe 220 chevaux à 11500 tr/min contre 210 chevaux à 11000 tr/min pour le V8, à injection directe Bosch.
- BRM P261 "Usine"

L'équipe britannique a amené ses trois P261 les plus récentes, toutes dotées de la dernière évolution du moteur V8, avec collecteur d'échappement placé au centre du vé. Deux sont munies d'une boîte de vitesses à six rapports, la troisième d'une boîte «cinq». Elles sont confiées à Graham Hill (qui dispose de deux voitures pour les essais et optera pour celle à la transmission la mieux adaptée au circuit) et à Jackie Stewart. Ces monoplaces à structure monocoque pèsent à peine plus de 450 kg à vide. Alimenté par un système d'injection indirecte Lucas, leur moteur délivre 210 chevaux à 11000 tr/min.
- BRM P57 privées

La Scuderia Centro Sud engage ses trois BRM P57, dont le premier exemplaire construit qu'elle a récemment racheté à Maurice Trintignant. Elles seront aux mains de Lucien Bianchi, Willy Mairesse et Masten Gregory. Pesant 475 kg, ces monoplaces à châssis multitubulaire et moteur V8 sont équipées d'une boîte de vitesses BRM à cinq rapports. Leur puissance est d'environ 200 chevaux. Alors que toutes les autres voitures du plateau sont désormais dotées de jantes de treize pouces de diamètre, les P57 utilisent encore les anciennes jantes de quinze pouces, plus étroites.
- Lotus 25 & 33 "Usine"

Colin Chapman aligne deux Lotus 33 pour Jim Clark et Mike Spence, une 25C servant de mulet. L'une des deux 33 est équipée de la toute dernière version MkIV du moteur V8 Coventry Climax FWMV, à 32 soupapes (4 par cylindre), avec entraînement par pignons des arbres à cames (ceux-ci étaient entraînés par chaîne sur les précédentes versions à 16 soupapes utilisée sur les deux autres voitures). Toujours alimenté par un système d'injection indirecte Lucas, le V8 32 soupapes délivre 213 chevaux à 10500 tr/min contre 205 chevaux à 9600 tr/min pour le V8 MkIII. Hormis le moteur, les trois monoplaces, à structure monocoque, ont un aspect identique, la 25 (un peu plus ancienne) ayant continuellement été améliorée et bénéficiant des dernières évolutions techniques (suspensions, capot arrière affiné) apportées par la 33. Elles sont dotées d'une boîte de vitesses ZF à cinq rapports et pèsent 455 kg à vide.
- Lotus 25 & 33 privées

Depuis le décès de Reg Parnell dans le courant de l'année 1964, c'est son fils Tim qui a repris les rênes du Reg Parnell Racing. L'écurie anglaise engage deux Lotus 25 à moteur V8 BRM (d'une puissance d'environ 200 chevaux) et à boîte de vitesses Hewland à cinq rapports, qui seront aux mains de Richard Attwood et Innes Ireland, ce dernier remplaçant pour la circonstance Mike Hailwood, qui participe ce même week-end au Tourist Trophy. L'ancien pilote amateur Dickie Stoop avait initialement engagé sa Lotus 33 à moteur V8 Climax pour Paul Hawkins, mais après le plongeon du pilote australien dans le port de Monaco, deux semaines auparavant, la monoplace est toujours en cours de remise en état et Hawkins a dû déclarer forfait.
- Brabham BT11 "Usine"

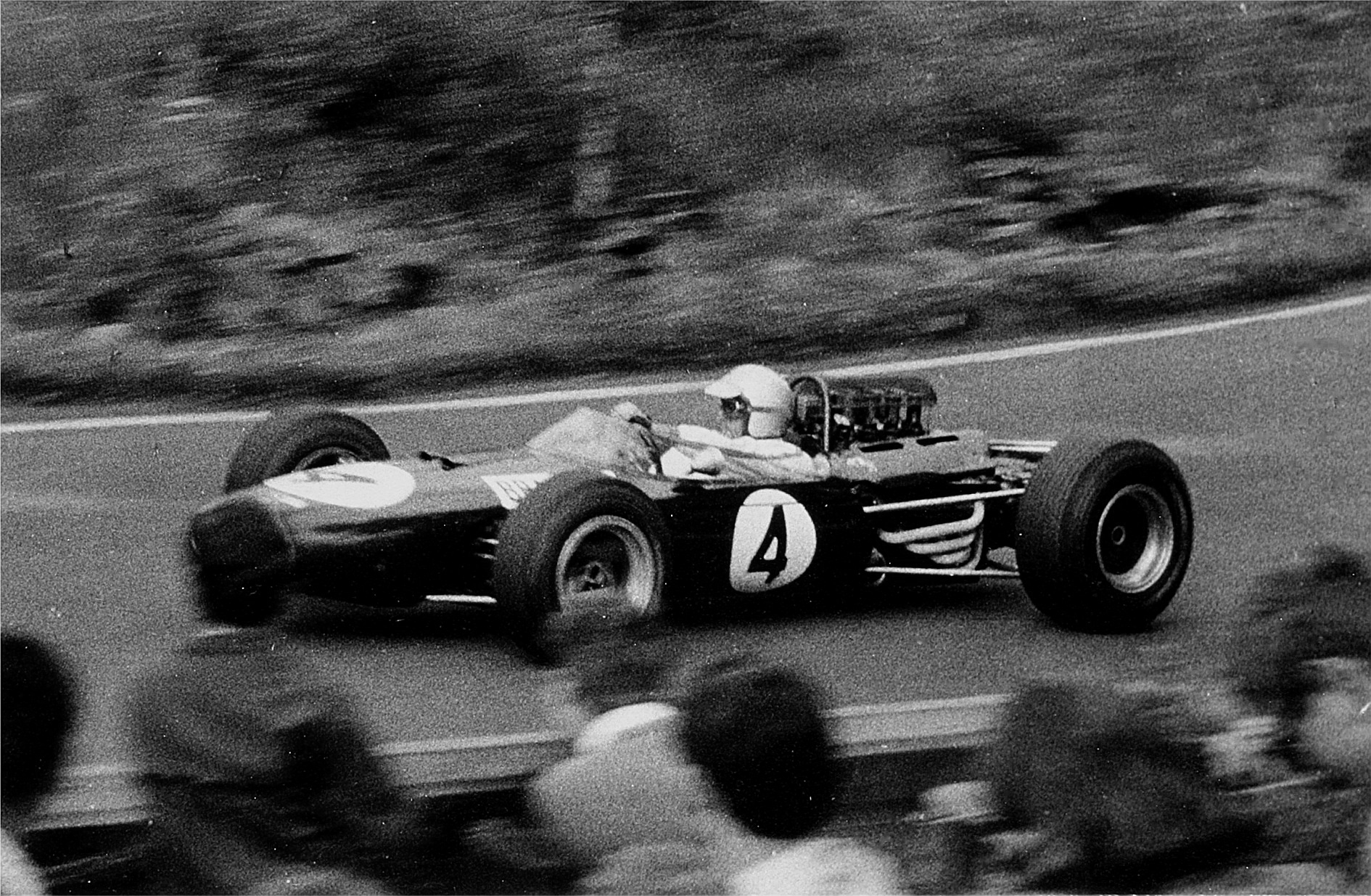
Le pilote-constructeur Jack Brabham au volant de sa BT11.

Jack Brabham engage deux BT11 à châssis multitubulaire, le pilote-constructeur étant épaulé par son coéquipier habituel, le Californien Dan Gurney. Le moteur V8 Climax à 32 soupapes dont dispose l'équipe a cassé lors du dernier Grand Prix de Monaco et n'a pu être remis en état à temps pour l'épreuve belge, aussi les deux monoplaces sont-elles équipées des V8 FWMV MkIII, à 16 soupapes. Dotées d'une boîte cinq vitesses Hewland, elles pèsent 460 kg à vide.
- Brabham BT7 & BT11 privées

Au sein du Rob Walker Racing Team, Joakim Bonnier et Joseph Siffert disposent de leurs monoplaces habituelles, une BT7 à moteur V8 Climax pour le Suédois et une BT11 à moteur V8 BRM pour le Suisse, tous deux utilisant une boîte six vitesses Colotti. Bob Anderson court sur sa BT11 personnelle, à moteur V8 Climax, et l'Australien Frank Gardner pilote quant à lui une BT11 à moteur V8 BRM engagée par l'entrepreneur britannique John Willment.
- Cooper T77 "Usine"

John Cooper a amené ses deux T77 à moteur V8 Climax, confiées à Bruce McLaren et Jochen Rindt. Le constructeur britannique a quelque peu fait l'impasse sur la saison 1965, focalisant son équipe technique sur la future Formule 1 «3 litres», en partenariat avec Maserati, et la T77 n'est guère différente de la T73 de l'année précédente, également conçue par Owen Maddock. Pesant environ 460 kg, elle est dotée d'une structure multitubulaire. Sa boîte six vitesses a été développée et réalisée en interne.
- Honda RA272 "Usine"

Après les sérieux problèmes de fiabilité rencontrés à Monaco, l'équipe japonaise s'est empressée de modifier les demi-arbres de transmission et la tringlerie de boîte de vitesses sur ses trois modèles RA272. Ces monoplaces sont conçues autour d'une structure monocoque en feuilles d'aluminium pliées. Leur moteur V12, disposé en position transversale, juste derrière le pilote, possède une distribution à quatre soupapes par cylindres et un système d'injection intégré dans les tubulures. Il est accouplé à une boîte de vitesses ZF à six rapports. Délivrant 230 chevaux à 12000 tr/min, c'est le moteur le plus puissant du plateau. Trois voitures sont présentes, deux à disposition de Richie Ginther et une pour Ronnie Bucknum.

## Coureurs inscrits
| no  | Pilote          | Écurie                      | Constructeur | Modèle       | N° châssis | Moteur                        | Pneumatiques |
| --- | --------------- | --------------------------- | ------------ | ------------ | ---------- | ----------------------------- | ------------ |
| 1   | John Surtees    | SpA Ferrari SEFAC           | Ferrari      | Ferrari 158  | 158/0006   | Ferrari 205B V8               | D            |
| 1T  | John Surtees    | SpA Ferrari SEFAC           | Ferrari      | Ferrari 158  | 158/0005   | Ferrari 205B V8               | D            |
| 2   | Lorenzo Bandini | SpA Ferrari SEFAC           | Ferrari      | Ferrari 1512 | 1512/0007  | Ferrari 207 F12               | D            |
| 4   | Bruce McLaren   | Cooper Car Company          | Cooper       | Cooper T77   | F1-2-65    | Coventry Climax FWMV MkIII V8 | D            |
| 5   | Jochen Rindt    | Cooper Car Company          | Cooper       | Cooper T77   | F1-1-65    | Coventry Climax FWMV MkIII V8 | D            |
| 7   | Graham Hill     | Owen Racing Organisation    | BRM          | BRM P261     | 2615       | BRM P60 V8                    | D            |
| 7T  | Graham Hill     | Owen Racing Organisation    | BRM          | BRM P261     | 2616       | BRM P60 V8                    | D            |
| 8   | Jackie Stewart  | Owen Racing Organisation    | BRM          | BRM P261     | 2617       | BRM P60 V8                    | D            |
| 10  | Richie Ginther  | Honda R&D Company           | Honda        | Honda RA272  | 272-3      | Honda RA272E V12              | G            |
| 10T | Richie Ginther  | Honda R&D Company           | Honda        | Honda RA272  | 272-1      | Honda RA272E V12              | G            |
| 11  | Ronnie Bucknum  | Honda R&D Company           | Honda        | Honda RA272  | 272-2      | Honda RA272E V12              | G            |
| 14  | Jack Brabham    | Brabham Racing Organisation | Brabham      | Brabham BT11 | F1-1-64    | Coventry Climax FWMV MkIII V8 | G            |
| 15  | Dan Gurney      | Brabham Racing Organisation | Brabham      | Brabham BT11 | F1-2-64    | Coventry Climax FWMV MkIII V8 | G            |
| 17  | Jim Clark       | Team Lotus                  | Lotus        | Lotus 33     | 33 R11     | Coventry Climax FWMV MkIV V8  | D            |
| 17T | Jim Clark       | Team Lotus                  | Lotus        | Lotus 33     | 33 R9      | Coventry Climax FWMV MkIII V8 | D            |
| 18  | Mike Spence     | Team Lotus                  | Lotus        | Lotus 33     | 33 R9      | Coventry Climax FWMV MkIII V8 | D            |
| 18T | Mike Spence     | Team Lotus                  | Lotus        | Lotus 25C    | 25 R6      | Coventry Climax FWMV MkII V8  | D            |
| 20  | Joakim Bonnier  | Rob Walker Racing Team      | Brabham      | Brabham BT7  | F1-2-63    | Coventry Climax FWMV MkII V8  | D            |
| 21  | Joseph Siffert  | Rob Walker Racing Team      | Brabham      | Brabham BT11 | F1-6-64    | BRM P56 V8                    | D            |
| 22  | Innes Ireland   | Reg Parnell Racing          | Lotus        | Lotus 25C    | 25 R7      | BRM P56 V8                    | D            |
| 23  | Richard Attwood | Reg Parnell Racing          | Lotus        | Lotus 25C    | 25 R4      | BRM P56 V8                    | D            |
| 24  | Bob Anderson    | DW Racing Enterprises       | Brabham      | Brabham BT11 | F1-5-64    | Coventry Climax FWMV MkII V8  | D            |
| 25  | Paul Hawkins    | DW Racing Enterprises       | Lotus        | Lotus 33     | 33 R8      | Coventry Climax FWMV MkIII V8 | D            |
| 26  | Frank Gardner   | John Willment Automobiles   | Brabham      | Brabham BT11 | F1-4-64    | BRM P56 V8                    | G            |
| 27  | Lucien Bianchi  | Scuderia Centro Sud         | BRM          | BRM P57      | 5784       | BRM P56 V8                    | D            |
| 28  | Willy Mairesse  | Scuderia Centro Sud         | BRM          | BRM P57      | 5781       | BRM P56 V8                    | D            |
| 29  | Masten Gregory  | Scuderia Centro Sud         | BRM          | BRM P57      | 5785       | BRM P56 V8                    | D            |

## Qualifications
Deux séances qualificatives de deux heures chacune sont prévues, les vendredi et samedi après-midi précédant la course. Les organisateurs permettent aux vingt-et-un pilotes présents de participer à la course seront mais ont décidé de n'accorder la prime de départ qu'à seize d'entre eux, les douze pilotes d'usine et les quatre plus rapides des écuries privées.

### Première séance - vendredi 11 juin
La séance du vendredi commence à 17 heures, sous un ciel ensoleillé. Protestant contre les conditions d'attribution de la prime de départ, les pilotes des écuries privées ne prennent pas part à cette première session. Au volant de la nouvelle Honda, Richie Ginther crée tout d'abord la surprise, réalisant un premier temps de référence à 216 km/h de moyenne. Les pilotes de l'équipe BRM se mettent également en évidence et Graham Hill, après avoir parfaitement mis au point sa monoplace, va parvenir à accomplir un tour à 222,6 km/h de moyenne, améliorant de plus d'une seconde le record établi par Dan Gurney l'année précédente. Bien que découvrant le circuit, Jackie Stewart s'est d'emblée montré très à l'aise ; il réalise le deuxième meilleur temps de la journée, à une seconde et demie de son coéquipier. John Surtees (sur Ferrari) va parvenir à égaler la performance du jeune Écossais, alors que Jim Clark ne pourra défendre ses chances jusqu'au bout, une fuite d'huile sur le moteur Climax à 32 soupapes l'ayant contraint à terminer la séance sur une des deux autres monoplaces de l'équipe, moins puissantes. Il réalise néanmoins le quatrième temps, devant Ginther. Dominatrices lors de la dernière édition, les Brabham ont quelque peu déçu, Gurney parvenant difficilement à égaler le temps de Gurney alors que Jack Brabham, victime d'une casse de moteur, n'a que très peu tourné.
| Pos. | Pilote          | Écurie         | Temps        | Écart    |
| ---- | --------------- | -------------- | ------------ | -------- |
| 1    | Graham Hill     | BRM            | 3 min 48 s 0 |          |
| 2    | Jackie Stewart  | BRM            | 3 min 49 s 5 | + 1 s 5  |
| 3    | John Surtees    | Ferrari        | 3 min 49 s 5 | + 1 s 5  |
| 4    | Jim Clark       | Lotus-Climax   | 3 min 49 s 7 | + 1 s 7  |
| 5    | Richie Ginther  | Honda          | 3 min 50 s 3 | + 2 s 3  |
| 6    | Dan Gurney      | Brabham-Climax | 3 min 50 s 3 | + 2 s 3  |
| 7    | Bruce McLaren   | Cooper-Climax  | 3 min 51 s 3 | + 3 s 3  |
| 8    | Jochen Rindt    | Cooper-Climax  | 3 min 56 s 3 | + 8 s 3  |
| 9    | Mike Spence     | Lotus-Climax   | 3 min 56 s 9 | + 8 s 9  |
| 10   | Lorenzo Bandini | Ferrari        | 3 min 58 s 5 | + 10 s 5 |
| 11   | Ronnie Bucknum  | Honda          | 3 min 59 s 9 | + 11 s 9 |
| 12   | Jack Brabham    | Brabham-Climax | 4 min 11 s 1 | + 13 s 1 |

### Deuxième séance - samedi 12 juin

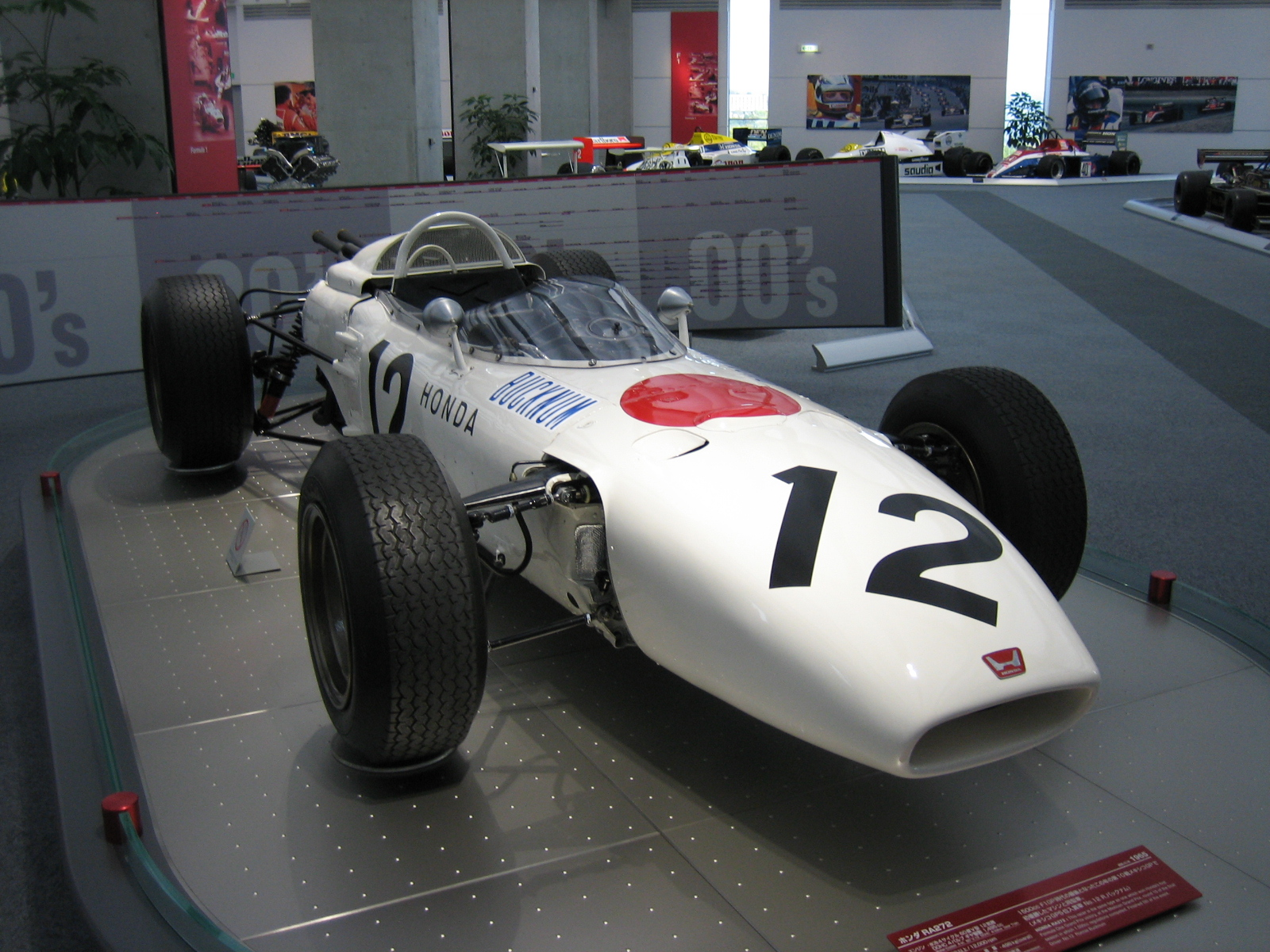
En nets progrès depuis Monaco, la Honda RA272 a permis à Richie Ginther de réaliser le quatrième temps des essais.

Après négociations, les organisateurs ont finalement décidé d'accorder des primes de départ aux six meilleurs des équipes non officielles (au lieu de quatre), aussi tous les pilotes se retrouvent-ils en piste le samedi après-midi, sous le soleil. Willy Mairesse ne va cependant effectuer qu'un seul tour au volant de la plus ancienne des monoplaces de la Scuderia Centro Sud ; la jugeant non performante, il préfère participer à une course de voitures de tourisme sur le Nürburgring et déclare forfait pour le Grand Prix. Les deux pilotes BRM sont à nouveau aux avant-postes et améliorent tous deux leurs temps de la veille, Hill parvenant à accomplir un tour à plus de 225 km/h de moyenne. Bien qu'en proie à de multiples problèmes techniques sur les deux voitures à sa disposition, Clark va finalement réussir un seul tour rapide, qui lui vaudra toutefois une place en première ligne, entre les deux BRM. Ginther a confirmé la bonne tenue de sa Honda et partira à l'intérieur de la deuxième ligne, au côté de Gurney, alors que Surtees (qui n'a pas été en mesure d'améliorer son chrono du vendredi) est relégué en troisième ligne, au côté des Brabham de Joakim Bonnier et Joseph Siffert, qui se sont révélés les plus rapides des écuries privées. Bob Anderson a dû interrompre ses essais après avoir claqué un joint de culasse sur sa Brabham. Il n'obtient que le dix-neuvième temps et ne peut toucher la prime de départ, aussi renoncera-t-il à faire réparer sur place et à participer à la course. Bien que ne pouvant prétendre qu'à une seule prime de départ (pour Lucien Bianchi, dix-septième temps), la Scuderia Centro Sud décide cependant de faire également partir son coéquipier Masten Gregory, dernier pilote qualifié.
| Pos. | Pilote          | Écurie         | Temps        | Écart    |
| ---- | --------------- | -------------- | ------------ | -------- |
| 1    | Graham Hill     | BRM            | 3 min 45 s 4 |          |
| 2    | Jim Clark       | Lotus-Climax   | 3 min 47 s 5 | + 2 s 1  |
| 3    | Jackie Stewart  | BRM            | 3 min 48 s 8 | + 3 s 4  |
| 4    | Richie Ginther  | Honda          | 3 min 49 s 0 | + 3 s 6  |
| 5    | Dan Gurney      | Brabham-Climax | 3 min 49 s 2 | + 3 s 8  |
| 6    | Joakim Bonnier  | Brabham-Climax | 3 min 49 s 7 | + 4 s 3  |
| 7    | Joseph Siffert  | Brabham-BRM    | 3 min 50 s 7 | + 5 s 3  |
| 8    | John Surtees    | Ferrari        | 3 min 51 s 0 | + 5 s 6  |
| 9    | Jack Brabham    | Brabham-Climax | 3 min 51 s 5 | + 6 s 1  |
| 10   | Bruce McLaren   | Cooper-Climax  | 3 min 52 s 2 | + 6 s 8  |
| 11   | Ronnie Bucknum  | Honda          | 3 min 52 s 3 | + 6 s 9  |
| 12   | Mike Spence     | Lotus-Climax   | 3 min 52 s 6 | + 7 s 2  |
| 13   | Richard Attwood | Lotus-BRM      | 3 min 53 s 2 | + 7 s 8  |
| 14   | Jochen Rindt    | Cooper-Climax  | 3 min 53 s 3 | + 7 s 9  |
| 15   | Lorenzo Bandini | Ferrari        | 3 min 54 s 0 | + 8 s 6  |
| 16   | Innes Ireland   | Lotus-BRM      | 3 min 57 s 4 | + 12 s 0 |
| 17   | Lucien Bianchi  | BRM            | 3 min 59 s 0 | + 13 s 6 |
| 18   | Frank Gardner   | Brabham-BRM    | 3 min 59 s 4 | + 14 s 0 |
| 19   | Bob Anderson    | Brabham-Climax | 3 min 59 s 8 | + 14 s 4 |
| 20   | Masten Gregory  | BRM            | 4 min 02 s 8 | + 17 s 4 |
| 21   | Willy Mairesse  | BRM            | pas de temps | -        |

### Tableau final des qualifications

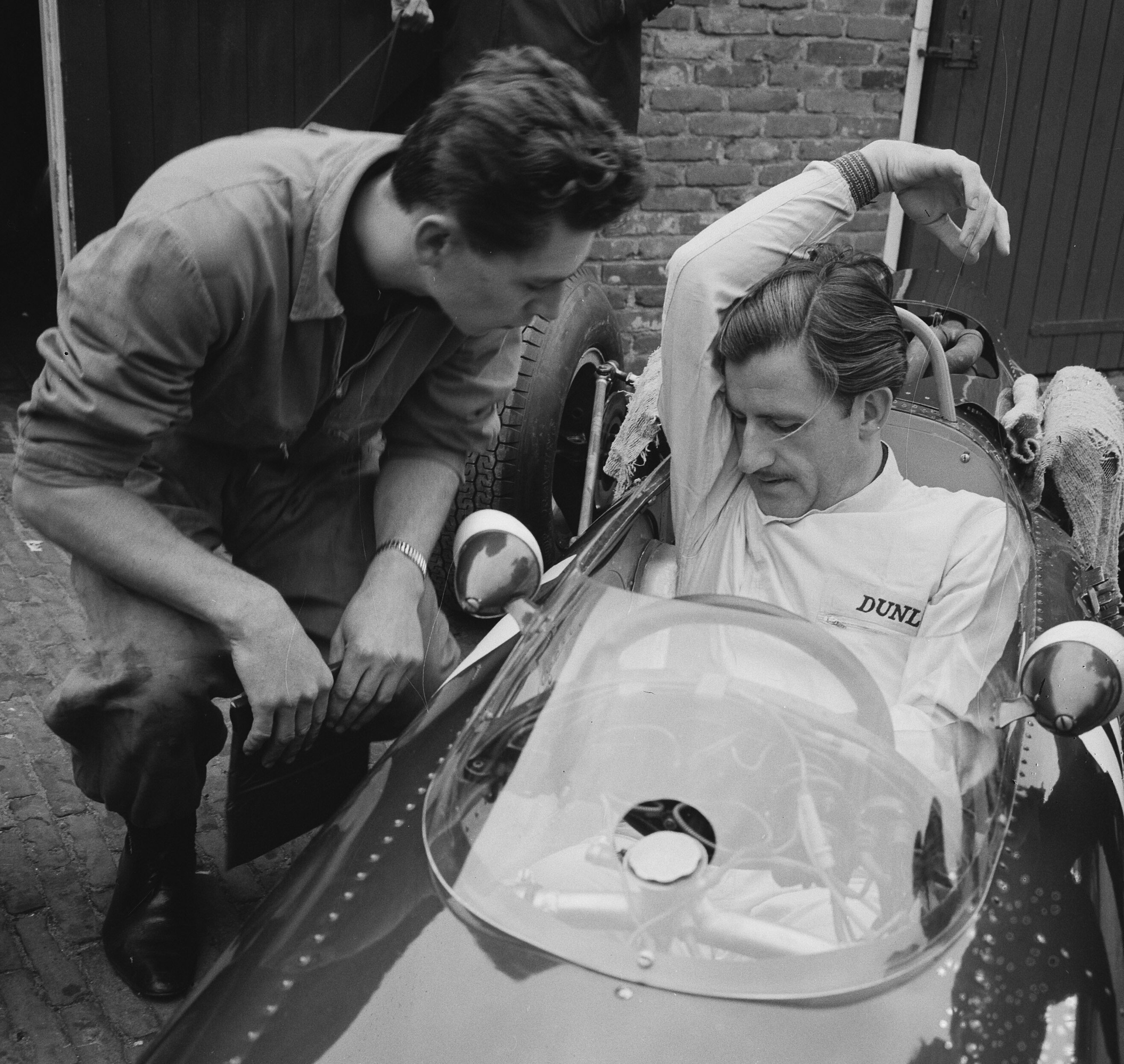
Graham Hill a nettement dominé les deux séances d'essais au volant de sa BRM P261.

| Pos. | Pilote          | Écurie         | Temps        | Écart    | Commentaire               |
| ---- | --------------- | -------------- | ------------ | -------- | ------------------------- |
| 1    | Graham Hill     | BRM            | 3 min 45 s 4 |          | temps réalisé le samedi   |
| 2    | Jim Clark       | Lotus-Climax   | 3 min 47 s 5 | + 2 s 1  | temps réalisé le samedi   |
| 3    | Jackie Stewart  | BRM            | 3 min 48 s 8 | + 3 s 4  | temps réalisé le samedi   |
| 4    | Richie Ginther  | Honda          | 3 min 49 s 0 | + 3 s 6  | temps réalisé le samedi   |
| 5    | Dan Gurney      | Brabham-Climax | 3 min 49 s 2 | + 3 s 8  | temps réalisé le samedi   |
| 6    | John Surtees    | Ferrari        | 3 min 49 s 5 | + 4 s 1  | temps réalisé le vendredi |
| 7    | Joakim Bonnier  | Brabham-Climax | 3 min 49 s 7 | + 4 s 3  | temps réalisé le samedi   |
| 8    | Joseph Siffert  | Brabham-BRM    | 3 min 50 s 7 | + 5 s 3  | temps réalisé le samedi   |
| 9    | Bruce McLaren   | Cooper-Climax  | 3 min 51 s 3 | + 5 s 9  | temps réalisé le vendredi |
| 10   | Jack Brabham    | Brabham-Climax | 3 min 51 s 5 | + 6 s 1  | temps réalisé le samedi   |
| 11   | Ronnie Bucknum  | Honda          | 3 min 52 s 3 | + 6 s 9  | temps réalisé le samedi   |
| 12   | Mike Spence     | Lotus-Climax   | 3 min 52 s 6 | + 7 s 2  | temps réalisé le samedi   |
| 13   | Richard Attwood | Lotus-BRM      | 3 min 53 s 2 | + 7 s 8  | temps réalisé le samedi   |
| 14   | Jochen Rindt    | Cooper-Climax  | 3 min 53 s 3 | + 7 s 9  | temps réalisé le samedi   |
| 15   | Lorenzo Bandini | Ferrari        | 3 min 54 s 0 | + 8 s 6  | temps réalisé le samedi   |
| 16   | Innes Ireland   | Lotus-BRM      | 3 min 57 s 4 | + 12 s 0 | temps réalisé le samedi   |
| 17   | Lucien Bianchi  | BRM            | 3 min 59 s 0 | + 13 s 6 | temps réalisé le samedi   |
| 18   | Frank Gardner   | Brabham-BRM    | 3 min 59 s 4 | + 14 s 0 | temps réalisé le samedi   |
| 19   | Bob Anderson    | Brabham-Climax | 3 min 59 s 8 | + 14 s 4 | temps réalisé le samedi   |
| 20   | Masten Gregory  | BRM            | 4 min 02 s 8 | + 17 s 4 | temps réalisé le samedi   |

## Grille de départ
| 1re ligne | Pos. 1                       |                             | Pos. 2                       |                              | Pos. 3                       |
|           | G. Hill BRM 3 min 45 s 4     |                             | Clark Lotus 3 min 47 s 5     |                              | Stewart BRM 3 min 48 s 8     |
| 2e ligne  |                              | Pos. 4                      |                              | Pos. 5                       |                              |
|           |                              | Ginther Honda 3 min 49 s 0  |                              | Gurney Brabham 3 min 49 s 2  |                              |
| 3e ligne  | Pos. 6                       |                             | Pos. 7                       |                              | Pos. 8                       |
|           | Surtees Ferrari 3 min 49 s 5 |                             | Bonnier Brabham 3 min 49 s 7 |                              | Siffert Brabham 3 min 50 s 7 |
| 4e ligne  |                              | Pos. 9                      |                              | Pos. 10                      |                              |
|           |                              | McLaren Cooper 3 min 51 s 3 |                              | Brabham 3 min 51 s 5         |                              |
| 5e ligne  | Pos. 11                      |                             | Pos. 12                      |                              | Pos. 13                      |
|           | Bucknum Honda 3 min 52 s 3   |                             | Spence Lotus 3 min 52 s 6    |                              | Attwood Lotus 3 min 53 s 2   |
| 6e ligne  |                              | Pos. 14                     |                              | Pos. 15                      |                              |
|           |                              | Rindt Cooper 3 min 53 s 3   |                              | Bandini Ferrari 3 min 54 s 0 |                              |
| 7e ligne  | Pos. 16                      |                             | Pos. 17                      |                              | Pos. 18                      |
|           | Ireland Lotus 3 min 57 s 4   |                             | Bianchi BRM 3 min 59 s 0     |                              | Gardner Brabham 3 min 59 s 4 |
| 8e ligne  |                              |                             | Pos. 19                      |                              |                              |
|           |                              |                             | Gregory BRM 4 min 02 s 8     |                              |                              |

- Note : Bob Anderson, qui aurait dû partir en dernière ligne au volant de sa Brabham, a déclaré forfait pour la course.

## Déroulement de la course

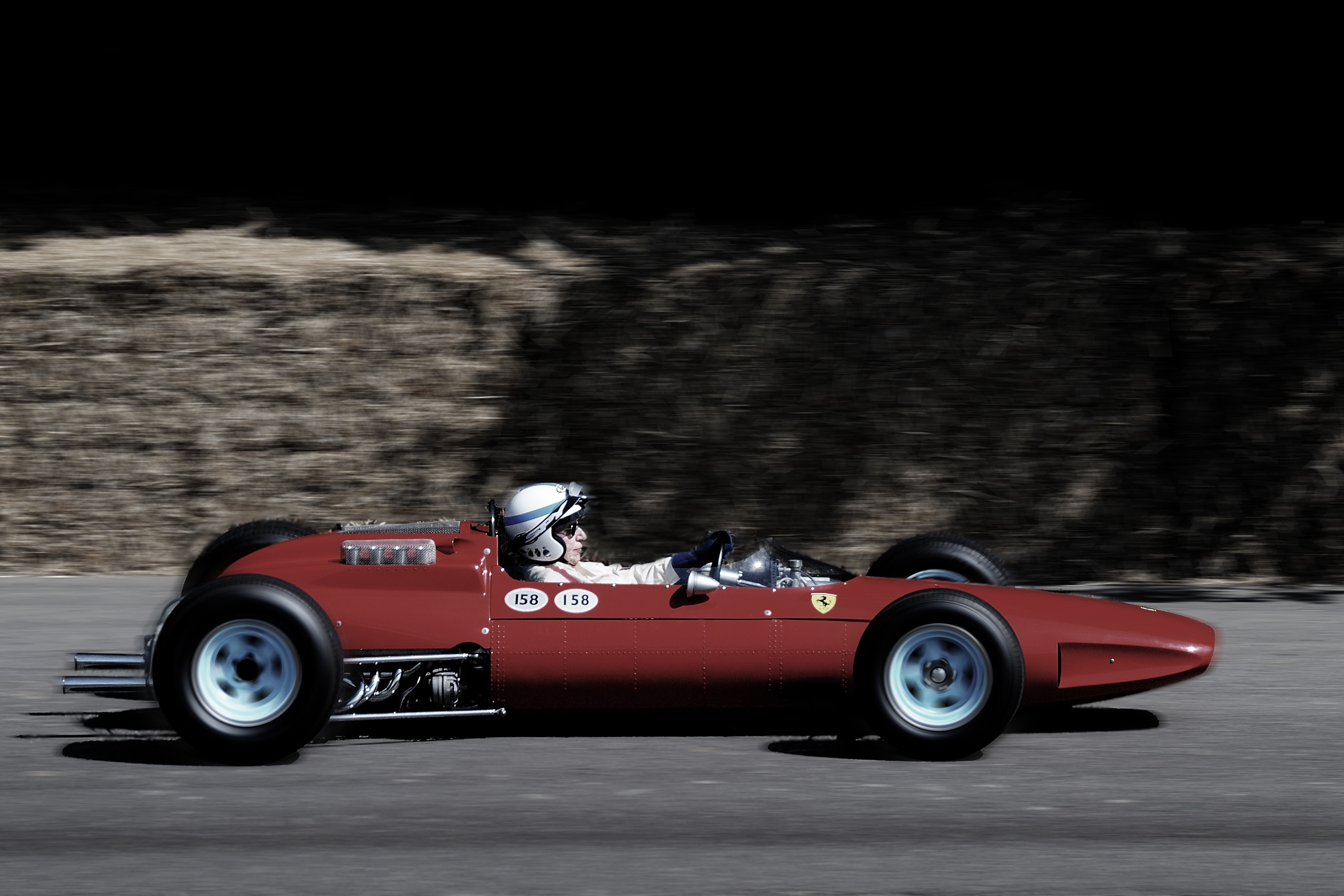
La Ferrari 158 de John Surtees lors d'une manifestation historique ; sur le circuit ardennais, le champion du monde 1964 n'a pu défendre longtemps ses chances, étant un des premiers à renoncer à la suite d'une rupture de piston du moteur V8.

Le départ est donné le dimanche après-midi, alors que de fortes pluies se sont abattues sur la totalité du circuit. Seules les Lotus de Mike Spence et Innes Ireland ont conservé les pneus pour piste sèche, tous les autres pilotes ayant opté pour des pneus «pluie». S'élançant en pole position sur sa BRM, Graham Hill parvient à conserver l'avantage et aborde le raidillon en tête devant la Lotus et la seconde BRM, aux mains de Jackie Stewart. Malgré les importantes projections d'eau, Clark se maintient dans les échappements de Hill et va parvenir à le dépasser dans la descente de Masta. Il se détache immédiatement de son rival, d'autant plus facilement que ce dernier a conservé ses réglages de la veille, avec une suspension dure nuisant au pilotage sur une piste détrempée. À la fin du premier tour, le champion écossais possède déjà plus de trois secondes d'avance sur la première BRM. Stewart, toujours troisième, accuse déjà un retard de neuf secondes. Viennent ensuite la Ferrari de John Surtees, la Honda de Richie Ginther et la Cooper de Bruce McLaren. Les gerbes d'eau soulevées par les monoplaces en ce début de course incitent les pilotes à ne pas se suivre de trop près et nombre d'entre eux se tiennent à plus de cent mètres de la voiture les précédant. Seul Clark bénéficie d'une visibilité correcte et il en profite pour nettement distancer ses poursuivants. Après trois tours, Hill est déjà relégué à plus de treize secondes, Stewart venant dix secondes derrière son coéquipier, tandis que derrière Surtees, Ginther et McLaren, toujours dans cet ordre, continuent à se tenir à bonne distance les uns des autres. Ils devancent les quatre Brabham de Dan Gurney, Joakim Bonnier, Joseph Siffert et de Jack Brabham, le pilote-constructeur, mal parti, ayant déjà regagné deux places. La pluie s'intensifiant, Hill se trouve en difficulté au cours du quatrième tour et perd beaucoup de terrain. Stewart, qui a adopté des réglages plus souples et se montre presque aussi à l'aise que Clark, rattrape bientôt son chef de file qui lui cède facilement la deuxième place. Hill se trouve désormais à la merci de Surtees qui le dépasse peu après. Le champion du monde ne profite cependant pas longtemps de sa troisième place, le moteur de sa Ferrari s'éteignant subitement au cours du sixième tour, piston cassé. Hors de portée, la Lotus de tête a désormais un kilomètre et demi d'avance sur la première BRM. Hill continue à céder du terrain et Ginther et McLaren, en lutte pour la quatrième place, se rapprochent progressivement de lui. Les conditions de piste commencent cependant à s'améliorer et la moyenne progresse, Clark puis Stewart approchant maintenant les 200 km/h de moyenne. Au quart de la course, l'écart entre les deux premiers est d'environ une demi-minute. Hill, toujours troisième, est désormais à une minute de son coéquipier. McLaren, qui a réussi à doubler Ginther, n'est plus qu'à cinq secondes de la deuxième BRM. Remonté en septième position, Brabham a maintenant son coéquipier Gurney en ligne de mire. L'Américain qui, tout comme Hill, a gardé ses réglages de la veille, se montre nettement moins à l'aise que son patron et lui cède la sixième place au cours du neuvième tour. À l'exception du dépassement de Brabham sur Ginther pour le gain de la cinquième place, au quatorzième tour, les positions vont peu évoluer jusqu'à la mi-course. Clark mène alors toujours très confortablement, Stewart accusant maintenant quarante-trois secondes de retard sur son compatriote. Près de deux minutes et demie plus loin, Hill est sur le point d'être rejoint par McLaren, lui-même inquiété par Brabham, tandis que Ginther roule isolé en sixième position. Après s'être arrêté à deux reprises à son stand pour tenter de faire modifier les réglages de sa voiture, Gurney se trouve maintenant très attardé, accusant un tour et demi de retard.
Alors que Clark peut désormais se contenter de gérer son avance sur Stewart, lui-même hors d'atteinte de ses poursuivants, McLaren termine son dix-septième tour dans le sillage de la BRM de Hill ; il le dépasse au début du suivant, s'emparant de la troisième place. La piste a séché par endroits et Hill, sans pouvoir soutenir le rythme de McLaren, parvient à tenir Brabham à distance. Après vingt tours, Clark a encore légèrement creusé l'écart sur Stewart, quarante-huit secondes séparant les deux pilotes écossais. Troisième, McLaren a distancé Hill de quelques secondes, Brabham venant une vingtaine de secondes derrière. Seuls ces cinq hommes sont dans le même tour, Ginther, sixième, venant de se faire dépasser par la Lotus de tête. Après avoir établi le meilleur temps de la journée, à plus de 200 km/h de moyenne malgré des conditions précaires, Clark va porter son avance sur Stewart à plus d'une minute. Seuls quatre pilotes sont de le même tour, Brabham ayant été doublé par le champion écossais. Au début du vingt-sixième tour, Hill est également doublé par Clark. Mais la pluie redouble alors d'intensité, et la moyenne baisse de nouveau. Clark continue néanmoins à dominer outrageusement ses rivaux, déborde la Cooper de McLaren (toujours troisième) et relègue Stewart à une minute et vingt secondes avant que son embrayage ne se mette à patiner. Brabham profite des difficultés de Hill à maîtriser sa BRM sur la piste détrempée pour s'emparer de la quatrième place. La Honda s'avère également délicate à piloter et Ginther est sur le point d'être dépassé par Richard Attwood quand ce dernier perd le contrôle de sa Lotus dans la ligne droite de Masta. Sa monoplace heurte un poteau télégraphique et s'enflamme aussitôt ; immédiatement secouru par les occupants de la maison voisine, le pilote britannique s'en tire avec des brûlures sans gravité.
Le patinage de l'embrayage de la monoplace de Clark s'avère très problématique ; Stewart rattrape une bonne partie de son retard et, à trois tours de l'arrivée, l'écart entre les deux premiers s'est réduit à vingt-cinq secondes ! La fin de course semble alors indécise mais le pilote Lotus va progressivement retrouver un fonctionnement normal de sa machine et reprendre peu à peu du champ sur ses poursuivants au cours des dernières boucles. Et c'est avec quarante-cinq secondes d'avance qu'il s'impose, remportant son quatrième Grand prix de Belgique consécutif. Auteur d'un sans-faute, Stewart s'adjuge une magnifique deuxième place. Bien que menacé par Brabham en fin d'épreuve, McLaren conserve la troisième place. Tous deux terminent loin devant Hill, qui a dû composer avec une monoplace très instable. Sixième, Ginther obtient un premier résultat encourageant pour Honda.

### Classements intermédiaires
Classements intermédiaires des monoplaces aux premier, troisième, cinquième, huitième, dixième, seizième, vingtième, vingt-cinquième et trentième tours.

### Classement de la course

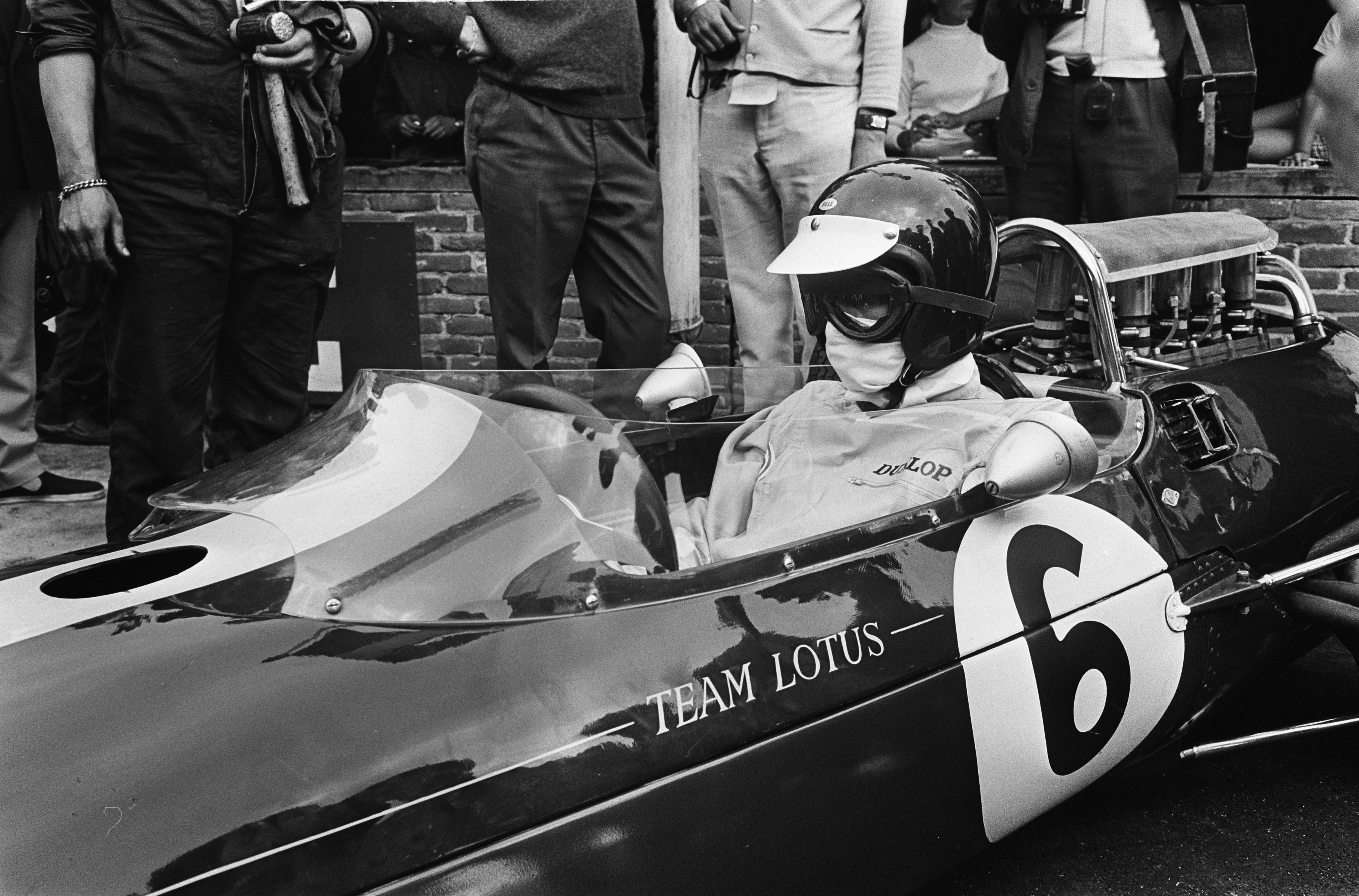
Jim Clark (ici au volant de sa Lotus 33) s'est imposé pour la quatrième fois consécutive à Spa-Francorchamps.

| Pos  | N° | Pilote          | Écurie         | Tours | Temps/Abandon                 | Grille | Points |
| ---- | -- | --------------- | -------------- | ----- | ----------------------------- | ------ | ------ |
| 1    | 17 | Jim Clark       | Lotus-Climax   | 32    | 2 h 23 min 34 s 8             | 2      | 9      |
| 2    | 8  | Jackie Stewart  | BRM            | 32    | 2 h 24 min 19 s 6 (+ 44 s 8)  | 3      | 6      |
| 3    | 4  | Bruce McLaren   | Cooper-Climax  | 31    | 2 h 23 min 50 s 7 (+ 1 tour)  | 9      | 4      |
| 4    | 14 | Jack Brabham    | Brabham-Climax | 31    | 2 h 23 min 52 s 5 (+ 1 tour)  | 10     | 3      |
| 5    | 7  | Graham Hill     | BRM            | 31    | 2 h 26 min 15 s 8 (+ 1 tour)  | 1      | 2      |
| 6    | 10 | Richie Ginther  | Honda          | 31    | 2 h 26 min 50 s 9 (+ 1 tour)  | 4      | 1      |
| 7    | 18 | Mike Spence     | Lotus-Climax   | 31    | 2 h 27 min 32 s 4 (+ 1 tour)  | 12     |        |
| 8    | 21 | Jo Siffert      | Brabham-BRM    | 31    | 2 h 28 min 24 s 9 (+ 1 tour)  | 8      |        |
| 9    | 2  | Lorenzo Bandini | Ferrari        | 30    | 2 h 25 min 14 s 0 (+ 2 tours) | 15     |        |
| 10   | 15 | Dan Gurney      | Brabham-Climax | 30    | 2 h 26 min 53 s 0 (+ 2 tours) | 5      |        |
| 11   | 5  | Jochen Rindt    | Cooper-Climax  | 29    | 2 h 25 min 25 s 0 (+ 3 tours) | 14     |        |
| 12   | 27 | Lucien Bianchi  | BRM            | 29    | 2 h 26 min 02 s 5 (+ 3 tours) | 17     |        |
| 13   | 22 | Innes Ireland   | Lotus-BRM      | 27    | 2 h 29 min 19 s 5 (+ 5 tours) | 16     |        |
| 14   | 23 | Richard Attwood | Lotus-BRM      | 26    | Accident                      | 13     |        |
| Abd. | 29 | Masten Gregory  | BRM            | 12    | Pompe à essence               | 19     |        |
| Abd. | 20 | Jo Bonnier      | Brabham-Climax | 9     | Allumage                      | 7      |        |
| Abd. | 11 | Ronnie Bucknum  | Honda          | 9     | Boîte de vitesses             | 11     |        |
| Abd. | 1  | John Surtees    | Ferrari        | 5     | Piston                        | 6      |        |
| Abd. | 26 | Frank Gardner   | Brabham-BRM    | 3     | Allumage                      | 18     |        |
| Np.  | 24 | Bob Anderson    | Brabham-Climax |       | Non partant                   |        |        |

- Légende : Abd.=Abandon

### Pole position et record du tour
- Pole position :  Graham Hill (BRM) en 3 min 45 s 4 (vitesse moyenne : 225,200 km/h). Temps réalisé lors de la séance d'essais du samedi 12 juin[2].
- Meilleur tour en course :  Jim Clark (Lotus) en 4 min 12 s 9 (vitesse moyenne : 200,712 km/h) au vingt-troisième tour.

#### Évolution du record du tour en course
Le meilleur tour fut amélioré six fois au cours de l'épreuve.

### Tours en tête
- Jim Clark : 32 tours (1-32)

## Classement général à l'issue de la course
- Attribution des points : 9, 6, 4, 3, 2, 1 respectivement aux six premiers de chaque épreuve.
- Pour la coupe des constructeurs, même barème et seule la voiture la mieux classée de chaque équipe inscrit des points.
- Seuls les six meilleurs résultats sont comptabilisés.
- Le règlement permet aux pilotes de se relayer sur une même voiture, les points éventuellement acquis étant alors perdus pour pilotes et constructeur
- Sur onze manches qualificatives prévues pour le championnat du monde 1965, dix ont été maintenues au calendrier, les organisateurs du Grand Prix d'Autriche (programmé le 22 août) ayant pris en février la décision d'annuler l'épreuve[16].

| Pos. | Pilote          | Écurie  | Points | AFS | MON | BEL | FRA | GBR | NL | ALL | ITA | USA | MEX |
| ---- | --------------- | ------- | ------ | --- | --- | --- | --- | --- | -- | --- | --- | --- | --- |
| 1    | Jim Clark       | Lotus   | 18     | 9   | -   | 9   |     |     |    |     |     |     |     |
| 2    | Graham Hill     | BRM     | 15     | 4   | 9   | 2   |     |     |    |     |     |     |     |
| 3    | Jackie Stewart  | BRM     | 11     | 1   | 4   | 6   |     |     |    |     |     |     |     |
| 4    | John Surtees    | Ferrari | 9      | 6   | 3   | -   |     |     |    |     |     |     |     |
| 5    | Bruce McLaren   | Cooper  | 8      | 2   | 2   | 4   |     |     |    |     |     |     |     |
| 6    | Lorenzo Bandini | Ferrari | 6      | -   | 6   | -   |     |     |    |     |     |     |     |
| 7    | Mike Spence     | Lotus   | 3      | 3   | -   | -   |     |     |    |     |     |     |     |
|      | Jack Brabham    | Brabham | 3      | -   | -   | 3   |     |     |    |     |     |     |     |
| 9    | Joseph Siffert  | Brabham | 1      | -   | 1   | -   |     |     |    |     |     |     |     |
|      | Richie Ginther  | Honda   | 1      | -   | -   | 1   |     |     |    |     |     |     |     |

| Pos. | Écurie         | Points | AFS | MON | BEL | FRA | GBR | NL | ALL | ITA | USA | MEX |
| ---- | -------------- | ------ | --- | --- | --- | --- | --- | -- | --- | --- | --- | --- |
| 1    | BRM            | 19     | 4   | 9   | 6   |     |     |    |     |     |     |     |
| 2    | Lotus-Climax   | 18     | 9   | -   | 9   |     |     |    |     |     |     |     |
| 3    | Ferrari        | 12     | 6   | 6   | -   |     |     |    |     |     |     |     |
| 4    | Cooper-Climax  | 8      | 2   | 2   | 4   |     |     |    |     |     |     |     |
| 5    | Brabham-Climax | 3      | -   | -   | 3   |     |     |    |     |     |     |     |
| 6    | Brabham-BRM    | 1      | -   | 1   | -   |     |     |    |     |     |     |     |
|      | Honda          | 1      | -   | -   | 1   |     |     |    |     |     |     |     |

## À noter
- 15e victoire en championnat du monde pour Jim Clark.
- 20e victoire en championnat du monde pour Lotus en tant que constructeur.
- 36e victoire en championnat du monde pour Climax en tant que motoriste.